# Tremplins de Lugnet
Les tremplins de Lugnet sont des tremplins de saut à ski situés à Falun en Suède.  

## Histoire
Inaugurés en 1972, ils accueillent des compétitions lors des Championnats du monde de ski nordique 1974. Lugnet sera ensuite le lieu d'épreuves de la Coupe du monde de saut à ski et de la Coupe du monde de combiné nordique, lors des Jeux du ski de Suède. En 1993, les tremplins subissent une importante rénovation avant les Championnats du monde de ski nordique 1993. Entre 2012 et 2014, c'est même tout le stade qui est reconstruit et les tremplins sont convertis en K90 et K120.